# Glatzenstein
Der Glatzenstein ist ein 572 m ü. NHN hoher Berg der Fränkischen Alb aus Jurakalk. Er liegt überwiegend im Gemeindegebiet von Neunkirchen am Sand, Teile gehören zu Kirchensittenbach und Schnaittach im Landkreis Nürnberger Land.

## Geographische Lage
Der stark bewaldete Glatzenstein befindet sich in der Hersbrucker Schweiz, dem nach Hersbruck benannten Teil der Fränkischen Alb, und gehört zum Naturpark Fränkische Schweiz-Veldensteiner Forst. 
Die Bergkuppe des Glatzensteins liegt rund 500 Meter nördlich von Weißenbach und etwa 1 Kilometer nordöstlich von Kersbach, beides Gemeindeteile von Neunkirchen. Bis nahe an die Kuppe reicht das Gemeindegebiet von Kirchensittenbach, dessen Ortsteil Oberkrumbach sich zirka 1,5 Kilometer östlich des Bergs befindet. Bis auf die Nordflanke des Bergs reicht das Gemeindegebiet von Schnaittach, dessen Gemeindeteil Siegersdorf rund 1 Kilometer nördlich des Bergs liegt. 
Der kleine Kersbach fließt als östlicher Schnaittach-Zufluss etwa in Nordost-Südwest-Richtung westlich am Glatzenstein vorbei.

## Tourismus

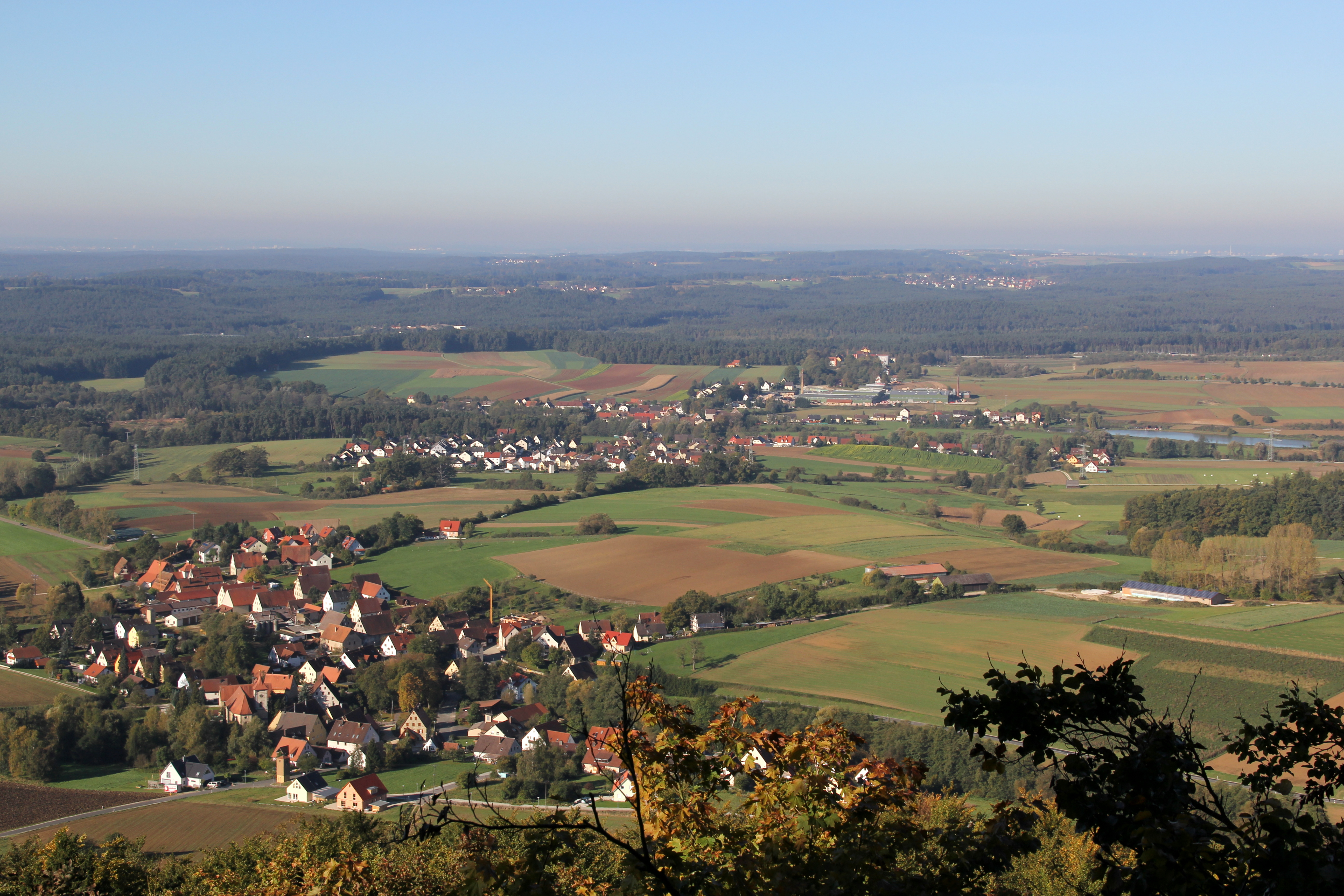
Blick vom Glatzenstein nach Westen

Bei guten Witterungsverhältnissen bietet sich vom Glatzenstein ein herrlicher Ausblick auf das Nürnberger Land. Dadurch ist er in den Frühlings-, Herbst- und Sommermonaten ein beliebtes Wanderziel.
Das Kalksteinmassiv des Bergs enthält derzeit 34 teilweise frisch sanierte Kletterrouten. Die Wandhöhe beträgt stellenweise über 30 Meter. Die Schwierigkeitsgrade nach der UIAA-Skala erstrecken sich von 4 bis 9. Ein Aussteigen auf dem höchsten Punkt sowie das Erstbegehen neuer Routen ist nicht gestattet.

## Archäologische Funde
Direkt unterhalb des Aussichtsfelsens am höchsten Punkt befindet sich die Glatzensteinhöhle (Höhlenkataster Fränkische Alb, D 2) die vermutlich bereits in vorgeschichtlicher Zeit genutzt wurde. Dort wurden einige antike Scherben gefunden, aus denen ein Tonlöffel rekonstruiert werden konnte, dessen Entstehung auf die Zeit um 500 v. Chr. bestimmt wurde.
Um diesen Aussichtsfelsen befindet sich ein halbrunder Kreisgraben vor- und frühgeschichtlicher Zeitstellung. Vermutlich wurde von dort aus die Festung Rothenberg auf dem gegenüberliegenden Rothenberg beschossen.